# 李治亭
李治亭（1942年1月13日—），男，山东莒南人，中国历史学家，学术专攻明史、清史、东北地方史。现任吉林省社会科学院研究员。

## 生平
1942年1月13日，李治亭出生在山东省临沂市莒南县。1965年，李治亭从辽宁大学历史系毕业。1956年，李治亭加入东北文史研究所，从事清史研究。1978年，李治亭出任吉林省社科院历史所副所长，之后出任所长、院咨询委员兼任省史学会副会长等职。1985年破格晋升研究员。

## 著作
- 孙文良; 李治亭. . 北京市: 中国人民大学出版社. 2000. ISBN 9787300164366.
- 孙文良; 李治亭. . 北京市: 中国人民大学出版社. 2012. ISBN 9787300164359.
- . 北京市: 人民文学出版社. 2017. ISBN 9787020109029.
- . 当代中国出版社. 2017. ISBN 9787515407692.
- . 中州古籍出版社. 2003. ISBN 9787534818943.
- . 北京市: 紫禁城出版社. 2000. ISBN 9787800473807.
- . 北京市: 人民文学出版社. 2011. ISBN 9787020082209.
- . 辽宁省沈阳市: 辽宁民族出版社. 2012. ISBN 9787549704095.
- . 中国大百科全书出版社. 2012. ISBN 9787500088219.
- . 江苏省南京市: 江苏教育出版社. 2005. ISBN 9787534369506.
- . 上海市: 上海人民出版社. 2002. ISBN 9787208039100.

## 言论

### 阎崇年缺少常识
针对阎崇年“努尔哈赤打下东北”的言论，李治亭指出努尔哈赤只打了半个东北。

### 易中天《品三国》是媚俗之作
李治亭批判易中天《品三国》把时髦语言掺进史学中，就是一种低俗化。